# Солер, Пласидо
Пласидо Солер Бордас (исп. Placido Soler Bordas, кат. Plàcid Soler i Bordas, 22 ноября 1903, Барселона — 14 июля 1964, там же) — испанский шахматист, национальный мастер.
Один из сильнейших шахматистов Испании рубежа 1920—1930-х гг.
Чемпион Каталонии 1924 и 1931 гг. Одиннадцатикратный победитель командных чемпионатов Каталонии.
В составе сборной Испании участник шахматных олимпиад 1927, 1930 и 1931 гг. (общий результат — +7-26=14).
Участник международного турнира в Барселоне (1929 г.).
Соучредитель и первый председатель Барселонского шахматного клуба (1921 г.) и шахматного клуба "Comtal" (1923 г.).
Также известен как шахматный журналист, основатель журнала "Els Escacs a Catalunya".

## Спортивные результаты
| Год  | Город     | Соревнование                              | + | −  | = | Результат | Место |
| ---- | --------- | ----------------------------------------- | - | -- | - | --------- | ----- |
| 1927 | Лондон    | I Олимпиада (сборная Испании, 4-я доска)  | 1 | 10 | 4 | 3 из 15   |       |
| 1929 | Барселона | Международный турнир                      | 1 | 5  | 8 | 5 из 14   | 10—11 |
| 1930 | Гамбург   | III Олимпиада (сборная Испании, запасной) | 5 | 5  | 6 | 8 из 16   |       |
| 1931 | Прага     | IV Олимпиада (сборная Испании, 3-я доска) | 1 | 6  | 0 | 1 из 7    |       |